# Markvartice (ort i Tjeckien, Vysočina, lat 49,18, long 15,62)
Markvartice är en ort i Tjeckien.   Den ligger i regionen Vysočina, i den centrala delen av landet, 130 km sydost om huvudstaden Prag. Markvartice ligger 626 meter över havet och antalet invånare är 201.
Terrängen runt Markvartice är platt.Runt Markvartice är det ganska glesbefolkat, med 34 invånare per kvadratkilometer. Närmaste större samhälle är Třebíč, 19,6 km öster om Markvartice. Trakten runt Markvartice består till största delen av jordbruksmark.